# Fiumarella di Tortora
La Fiumarella di Tortora è un torrente calabrese a corso perenne lungo circa 11 km che nasce nel comune di Tortora (Cs) presso la frazione Sant'Elia, nel territorio del parco nazionale del Pollino. 

Durante il suo corso attraversa le frazioni montane tortoresi di San Nicola, dove riceve le acque del ruscello di San Nicola, la valle del Monaco dove riceve le acque dalla sorgente omonima, la valle dei Pali dove riceve le acque della sorgente di Cardio, Massacornuta e la località Caritàti. 

Nei pressi della centrale idroelettrica di Aieta riceve le acque del torrente di Aieta che è il maggiore l'affluente della Fiumarella di Tortora, in questo punto per alcuni tratti il corso del torrente delimita i confini tra il comune di Tortora e quello di Aieta. 

Proseguendo lungo la vallata attraversa le località di Speroncella, Uliveto, Fiumara e Giardino.
Infine attraversa una parte della Marina di Tortora per poi sfociare ad un km dal mar Tirreno nel fiume Noce.
A fine 2019 viene presentato un progetto da parte di un'azienda privata per la costruzione di una centrale idroelettrica all'interno della Fiumarella di Tortora. Il progetto che ha trovato l'opposizione del gruppo di minoranza in consiglio comunale  (anche se era già stato approvato dal sindaco) vedrà l'inizio dei lavori nei primi mesi del 2020.

## Bacino idrografico
Il bacino idrografico della Fiumarella di Tortora è compreso nei territori dei comuni di Tortora e di Aieta.
Sul versante nord partendo da ovest il confine inizia con il colle Palecastro e poi si delimita percorrendo le creste dei monti Cifolo, Sellata, Rotondella, Cocuzzata e Serramale. 

Dal versante sud partendo dalla sorgente troviamo i piani del Carro, e poi le creste del monte Gada, il versante nord est del monte Ciagola, la montagna di Aieta e le montagne adiacenti a questa che si affacciano sulla valle della Fiumarella di Tortora.

## Affluenti
- Ruscello di San Nicola
- Sorgente della Valle del Monaco
- Sorgente di Cardìo
- Sorgenti di Caritàti
- Torrente di Aieta
- Sorgenti della Speroncella